# Jazz und Jux in Heidelberg
Jazz und Jux in Heidelberg ist eine deutsche Musik-Filmkomödie aus dem Jahre 1964 von Peter Hamel.

## Handlung
Die junge Vera studiert in Heidelberg und bekommt ihr komplettes Studium von der reichen Erbtante in Amerika gesponsert. Aus Dankbarkeit übersendet sie der alten Dame immer die interessantesten Neuigkeiten aus der Neckarstadt, mit der die Tante ihre schönsten Jugenderinnerungen verbindet. Natürlich hat sich Heidelberg in den letzten 30, 40 Jahren verändert, aber das soll die Tante nicht wissen, damit sie nicht enttäuscht ist. Selbst die Burschenschafter sind moderner geworden und machen sogar – welch ungeheuerliche Revolution! – Jazzmusik. Als sich nun die alte Dame zum Besuch anmeldet, ist natürlich guter Rat teuer.
Vera will ihr unbedingt das alte Heidelberg von einst vorgaukeln, und dazu benötigt sie die Mithilfe ihrer Kommilitonen, die sich mächtig ins Zeug legen müssen, um den Esprit von Alt-Heideberg zu neuem Leben zu erwecken. Die Freunde müssen alte Trinklieder zum Besten geben, ein Ausflug an den Neckar wird organisiert und sogar ein studentisches Duell inszeniert. Doch Tantchen ist nicht blöd. Rasch durchschaut sie das liebenswürdige Spiel und findet sogar Gefallen an dem modernen Heidelberg mitsamt der Studentenschaft von heute! Auf einer Gartenparty zu Ehren der jungen Leute überrascht die Tante alle, indem sie die Einrichtung einer Studentenstiftung ankündigt.

## Produktionsnotizen
Jazz und Jux in Heidelberg, auch geführt unter dem Titel Verliebt in Heidelberg, ist einer der unbekanntesten deutschen Produktionen nach 1945 und wurde nie im Fernsehen gezeigt. Der Film entstand im Februar 1964 vor Ort in Heidelberg und wurde am 5. Mai 1964 uraufgeführt.
Knapp ein Jahr nach dem frühzeitigen Tode seiner Gattin Dinah Grace ließ sich Leinwandlegende Willy Fritsch vom Regisseur Hamel, den er 1947 als Nachwuchsschauspieler bei den Dreharbeiten zu Film ohne Titel kennen gelernt hatte, nach fast drei Jahren Filmabstinenz zu einer Gastrolle in dieser Inszenierung überreden. Es wurde Fritschs vorletzte Kinoarbeit.
Hamel besaß offensichtlich eine Affinität zu Heidelberg: Bereits fünf Jahre zuvor, 1959, hatte er mit Hannes Tannert die berühmte Studenten-Romanze Alt-Heidelberg von Wilhelm Meyer-Förster für das Fernsehen adaptiert.

## Kritik
Für das Lexikon des internationalen Films war der Film lediglich ein „rührseliges Musical“, in „Filme 1962–1964“ heißt es kurz: „Billiges Klischee.“